# Astiphromma striatum
Astiphromma striatum là một loài tò vò trong họ Ichneumonidae.